# Lijst van animatiefilms
Dit is een lijst met animatiefilms van lange duur (meer dan 60 minuten), chronologisch gerangschikt.
1917–1939 -
1940–1949 -
1950–1959 -
1960–1969 -
1970–1979 -
1980–1989 -
1990–1999 -
2000–2009 -
2010–2019 -
2020–heden

## 1917–1939
- 1917: El Apóstol (Argentinië), de eerste animatiefilm ter wereld, door Quirino Cristiani (70 min.)
- 1918: Sin dejar rastros (Argentinië)
- 1926: Die Abenteuer des Prinzen Achmed, door Lotte Reiniger (Duitsland)
- 1931: Peludópolis (Argentinië), door Quirino Cristiani
- 1935: The New Gulliver (USSR)
- 1937
  - Academy Award Review of Walt Disney Cartoons (VS)
  - Die sieben Raben (Duitsland)
  - Sneeuwwitje en de zeven dwergen (VS, Snow White and the Seven Dwarfs)
  - Le Roman de Renard (Frankrijk/Duitsland)
- 1939: Gulliver's Travels (VS)

## 1940–1949

### 1940
- Fantasia (VS)
- Pinokkio (VS, Pinocchio)

### 1941
- Dombo (VS, Dumbo)
- Mister Bug Goes to Town (VS)
- Tie Shan Gong Zhu (China)

### 1942
- Bambi (VS)
- Saludos Amigos (VS)

### 1943
- Victory Through Air Power (VS)

### 1944
- De Drie Caballeros (VS, The Three Caballeros)

### 1945
- The Lost Letter (USSR)
- Garbancito of Mancha (Spanje)
- Momotarō: Umi no Shinpei (Japan)

### 1946
- Magic Lighter (Denemarken)
- Make Mine Music (VS)

### 1947
- De krab met de gulden scharen (België)
- The Czech Year (Tsjechoslowakije)
- Vrij en Vrolijk (VS, Fun and Fancy Free)
- The Humpbacked Horse (USSR)

### 1948
- The Donkey and the Lion's Hair (Italië)
- Alegres vacaciones (Spanje)
- Melody Time (VS)
- Water for Firefighting (Verenigd Koninkrijk)

### 1949
- Aventuras de Esparadrapo (Spanje)
- Alice in Wonderland (Verenigd Koninkrijk/Frankrijk)
- De Avonturen van Ichabod en meneer Pad (VS, The Adventures of Ichabod and Mr. Toad)
- The Dynamite Brothers (Italië)
- The Emperor's Nightingale (Tsjechoslowakije)
- De roos van Bagdad (Italië, La rosa di Bagdad)

## 1950–1959

### 1950
- Assepoester (VS, Cinderella)
- Érase una vez (Spanje)
- Johnny the Giant Killer (Frankrijk)
- Prince Bayaya (Tsjechoslowakije)
- Tobias Knopp - Abenteuer eines Junggesellen (West-Duitsland)

### 1951
- Alice in Wonderland (VS)
- Amazon Symphony (Brazilië)
- The Night Before Christmas (USSR, Ночь перед Рождеством (Noch pered Rozhdestvom))
- The Visions of Tay-Pi (Spanje)

### 1952
- Le Roi et l'oiseau (Frankrijk)
- The Scarlet Flower (USSR)
- The Snow Maiden (USSR)

### 1953
- Bonjour Paris (Frankrijk)
- Old Czech Legends (Tsjechoslowakije)
- Peter Pan (VS)
- The Treasure of Bird Island (Tsjechoslowakije)

### 1954
- Animal Farm (Verenigd Koninkrijk)
- Hansel and Gretel: An Opera Fantasy (VS)

### 1955
- The Devil and Kaca (Tsjechoslowakije)
- The Enchanted Boy (USSR)
- Lady en de Vagebond (VS, Lady and the Tramp)

### 1956
- The Creation of the World (Frankrijk/Tsjechoslowakije)
- The Enchanted Village (Canada)
- Secret of Outer Space Island (Italië/Frankrijk)
- The Twelve Months (USSR)
- The Heavenly Creation (USSR)

### 1957
- Hemo the Magnificent (VS)
- The Snow Queen (USSR)

### 1958
- Beloved Beauty (USSR)
- A Deadly Invention (Tsjechoslowakije)
- The Picchiatelli (Italië)
- The Tale of the White Serpent (Japan)

### 1959
- 1001 Arabian Nights (VS)
- The Adventures of Buratino (USSR)
- Doornroosje (VS, Sleeping Beauty)
- I Was a Satellite of the Sun (USSR)
- Magic Boy (Japan)
- Sen Noci Svatojánské (Tsjechoslowakije, A Midsummer Night's Dream)
- The Sparrow in the Empty Pumpkin (Japan)

## 1960–1969

### 1960
- The Enchanted Monkey (Japan)
- It Was I Who Drew the Little Man (USSR)

### 1961
- 101 Dalmatiërs (VS, One Hundred and One Dalmatians)
- Of Stars and Men (VS)
- The Key (USSR)
- Cipollino (USSR)
- The Orphan Brother (Japan)

### 1962
- Arabian Nights: The Adventures of Sinbad (Japan)
- The Bath (USSR)
- Gay Purr-ee (VS)
- Heaven and Earth Magic (VS)
- Joseph the Dreamer (Israël)
- Mister Magoo's Christmas Carol (VS)
- The Wild Swans (USSR)

### 1963
- Attention! A Magician is in the City! (USSR)
- The Big Match (USSR)
- Doggie March (Japan)
- Merlijn de Tovenaar (VS, The Sword in the Stone)
- Wanpaku Ouji no Orochi Taiji (Japan)

### 1964
- Havoc in Heaven (China)
- Hey There, It's Yogi Bear! (VS)
- The Incredible Mr. Limpet (VS)
- Lefty (USSR)
- Maruchi Arachi (Zuid-Korea)

### 1965
- The Man from Button Willow (VS)
- Pinocchio in Outer Space (VS/België)
- De Avonturen van de Smurfen (België)
- West and soda (Italië)
- Willie McBean & His Magic Machine (VS/Japan)

### 1966
- Alice in Wonderland or What's a Nice Kid Like You Doing in a Place Like This? (VS)
- Alice of Wonderland in Paris (VS)
- The Daydreamer (VS)
- Go There, Don't Know Where (USSR)
- Jungle Emperor Leo (Japan)
- King of the World: The King Kong Show (VS/Japan)
- The Magician of Dreams (Spanje)
- The Man Called Flintstone (VS)

### 1967
- Asterix de Galliër (Frankrijk/België)
- The Halas & Batchelor Ruddigore (Verenigd Koninkrijk)
- Heungbu And Nolbu (Zuid-Korea)
- Hong Gil-dong (Zuid-Korea)
- Hopi And Chadol Bawi (Zuid-Korea)
- Jack and the Beanstalk (VS)
- Jungle Boek (VS, The Jungle Book)
- Mr. and Mrs. Kabal's Theatre (Frankrijk)
- The Stolen Airship (Italië/Tsjechoslowakije)
- Wacky World of Mother Goose (VS)

### 1968
- Adam 2 (West-Duitsland)
- Asterix en Cleopatra (België/Frankrijk)
- Fables from Hans Christian Andersen (Japan)
- The Golden Iron Man (Zuid-Korea)
- Hols: Prince of the Sun (Japan)
- The Magic Bird (Italië)
- Son Oh-gong (Zuid-Korea)
- The SuperVips (Italië)
- Yellow Submarine (Verenigd Koninkrijk/VS)

### 1969
- A Boy Named Charlie Brown (VS)
- Aladin et la lampe merveilleuse (Frankrijk)
- Flying Phantom Ship (Japan)
- Mad Monster Party? (VS)
- Mystery Bouffe (USSR)
- Kuifje en de Zonnetempel (Frankrijk/België/Zwitserland)
- Treasure Island (Zuid-Korea)
- The Wonderful World of Puss 'n Boots (Japan)

## 1970–1979

### 1970
- De Aristokatten (VS, The Aristocats)
- The Blue Bird (USSR)
- A Christmas Carol (Australië/VS)
- Kureopatora (Japan)
- A Connecticut Yankee in King Arthur's Court (VS)
- Dougal and the Blue Cat (Verenigd Koninkrijk/Frankrijk)
- The Phantom Tollbooth (VS)
- Santa and the Three Bears (VS)
- Santa Claus Is Comin' to Town (VS/Japan)
- Tales of Washington Irving (VS)

### 1971
- Benny's Bathtub (Denemarken)
- Daisy Town (Frankrijk/België)
- Here Comes Peter Cottontail (VS)
- The Legend of Robin Hood (Australië/VS)
- The Point! (VS)
- Shinbone Alley (VS)

### 1972
- The Adventures of Pinocchio (Italië)
- The Amlash Enchanted Forest (Israël)
- Anteojito y Antifaz, mil intentos y un invento (Argentinië)
- Fritz the Cat (VS)
- Marco Polo (VS)
- Marco Polo Junior Versus the Red Dragon (Australië)
- Snoopy, Come Home (VS)
- Kuifje en het Haaienmeer (België/Frankrijk)
- Treasure Island (VS)

### 1973
- 20,000 Leagues Under the Sea (VS)
- Las Aventuras de Hijitus (Argentinië)
- Belladonna of Sadness (Japan)
- Charlotte's Web (VS)
- Heavy Traffic (VS)
- Hugo the Hippo (Hongarije/VS)
- Johnny Corncob (Hongarije)
- Joë petit boum-boum (Frankrijk)
- Maugli (USSR)
- Kidnapped (Australië)
- King Dick (Italië, Ital.: Il nano e la strega)
- Mágica aventura (Spanje)
- Man: The Polluter (Canada)
- La Planète Sauvage (Tsjechoslowakije/Frankrijk)
- Robin Hood (VS)
- The Swiss Family Robinson (VS)
- Treasure Island (VS)

### 1974
- Down and Dirty Duck (VS)
- Jack and the Beanstalk (VS/Japan)
- Journey Back to Oz (VS)
- Love in Freedom (België)
- The Nine Lives of Fritz the Cat (VS)
- Oliver Twist (VS)
- Prince Piwi (Denemarken)
- Tales of 1001 Nights (Tsjechoslowakije)
- Dunderklumpen! (Zweden)
- The Turn of the World of the Sweethearts of Peynet (Italië/Frankrijk)

### 1975
- Coonskin (VS)
- Dick Deadeye, or Duty Done (Verenigd Koninkrijk)
- Everybody Rides the Carousel (VS)
- Golden Maria (Italië)
- The Last of the Mohicans (VS)
- Mysterious Island (Australië)
- Petete and Trapito (Argentinië)
- Pinchcliffe Grand Prix (Noorwegen)
- Tarzoon: Shame of the Jungle (Frankrijk/België)
- The Humpbacked Horse (USSR)

### 1976
- Allegro Non Troppo (Italië)
- Asterix verovert Rome (Frankrijk)
- De fluit met de zes smurfen (Frankrijk/België, La flûte à six schtroumpfs)
- Lúdas Matyi (Hongarije)
- Master of the World (Australië/VS)
- Mr. Rossi Looks for Happiness (Italië/West-Duitsland)
- Mr. Rossi's Dreams (Italië)
- Once Upon a Girl (VS)
- Once Upon a Time (Italië/West-Duitsland)
- Robot Taekwon V (Zuid-Korea)
- Tubby the Tuba (VS)
- The Vacation of Mr. Rossi (Italië)

### 1977
- 5 Weeks in a Balloon (Australië/VS)
- Allegro non troppo (Italië)
- Around the World with Bolek and Lolek (Polen)
- Dot and the Kangaroo (Australië)
- Fantastic Animation Festival (VS)
- A Flintstone Christmas (VS)
- Het Grote Verhaal van Winnie de Poeh (VS, The Many Adventures of Winnie the Pooh)
- The Hobbit (VS)
- The Holiday of Disobedience (USSR)
- Journey to the Center of the Earth (Australië/VS)
- The Magic Pony (USSR)
- The Mouse and His Child (VS/Japan)
- Race for Your Life, Charlie Brown (VS)
- Raggedy Ann & Andy: A Musical Adventure (VS)
- De Reddertjes (VS, The Rescuers)
- The Rime of the Ancient Mariner (VS)
- Krabat - The Sorcerer's Apprentice (Tsjechoslowakije/West-Duitsland)
- Space Battleship Yamato (Japan)
- The Wild Swans (Japan/USSR)
- Wizards (VS)

### 1978
- Arrivederci, Yamato (Japan)
- De ballade van de Daltons (Frankrijk)
- Black Beauty (VS)
- Fantasia's Attic (Spanje)
- Ferda the Ant. How Ferda Lived in the World and Stories about his Friend Little Back (USSR)
- Kagaku ninja tai Gatchaman: Gekijô-ban (Japan)
- The Lord of the Rings (VS)
- Space Pirate Captain Harlock: The Mystery of the Arcadia (Japan)
- Los Supersabios (Mexico)
- Mystery of Mamo (Japan)
- Swan Lake (Japan)
- The Talking Parcel (Verenigd Koninkrijk)
- The Thralls (Denemarken)
- The Water Babies (Verenigd Koninkrijk/Polen)
- Watership Down (Verenigd Koninkrijk/Canada)

### 1979
- Adventures of the Polar Cubs (Japan)
- The Adventures of Sinbad (Australië)
- The Adventure of Sudsakorn (Thailand)
- The Castle of Cagliostro (Japan)
- Colargol and the Wonderful Suitcase (Polen)
- Elpidio Valdés (Cuba)
- The Fabulous Adventures of the Legendary Baron Munchausen (Frankrijk)
- The Flintstones Meet Rockula and Frankenstone (VS)
- Foam Bath (Hongarije)
- Galaxy Express 999 (Japan)
- The Great American Chase (VS)
- Gulliver's Travels (Australië)
- The Lion, the Witch & the Wardrobe (Verenigd Koninkrijk/VS)
- The Little Convict (Australië)
- Little Orbit the Astrodog and the Screechers from Outer Space (Frankrijk)
- Nutcracker Fantasy (Japan)
- Revolt of the Thralls (Denemarken)
- Rudolph and Frosty's Christmas in July (VS)
- Scooby-Doo Goes Hollywood (VS)
- Seitsemän veljestä (Finland)
- Taro the Dragon Boy (Japan)
- Ubu et la grande gidouille (Frankrijk)

## 1980–1989

### 1980
- Animalympics (VS)
- Bon Voyage, Charlie Brown (and Don't Come Back!!) (VS)
- Cyborg 009: Legend of the Super Galaxy (Japan)
- Le roi et l'oiseau (Frankrijk)
- The Missing Link (Frankrijk/België)
- The Return of the King (VS)
- Snow White Christmas (VS)
- Son of the White Mare (Hongarije)
- The Tale of John and Marie (Tsjechoslowakije/USSR)
- Toward the Terra (Japan)
- Twelve Months (Japan/USSR)
- Yogi's First Christmas (VS)

### 1981
- The Adventures of Robinson Crusoe, the Sailor from York (Tsjechoslowakije)
- American Pop (VS)
- Around the World with Dot (Australië)
- Frank en Frey (VS, The Fox and the Hound)
- Frankenstein (Japan)
- Grendel Grendel Grendel (Australië)
- Heavy Metal (Canada)
- Ico, the Brave Pony (Argentinië)
- Maria, Mirabela (Roemenië/USSR)
- Minoïe (Frankrijk)
- The Mystery of the Third Planet (USSR)
- Pelle Svanslös (Zweden)
- Rennyo and His Mother (Japan)
- Ringing Bell (Japan)
- Run Melos (Japan)
- Sea Prince and the Fire Child (Japan)
- Swan Lake (Japan)
- Time Masters (Frankrijk/Hongarije/Zwitserland/West-Duitsland)
- Vuk (Hongarije)

### 1982
- As Aventuras da Turma da Mônica (Brazilië)
- The Adventures of Sam the Squirrel (Hongarije)
- Autumn (USSR)
- Bugs Bunny's 3rd Movie: 1001 Rabbit Tales (VS)
- Chronopolis (Frankrijk/Polen)
- The Flying Windmill (Oost-Duitsland)
- The Flight of Dragons (VS)
- Heidi's Song (VS)
- Heroic Times (Hongarije)
- Hey Good Lookin' (VS)
- The Last Unicorn (VS/Verenigd Koninkrijk/Japan/West-Duitsland)
- Mafalda (Argentinië)
- Les Maîtres du temps (Frankrijk, Hongarije, Zwitserland)
- Mighty Mouse in the Great Space Chase (VS)
- The Plague Dogs (Verenigd Koninkrijk/VS)
- Sarah (Australië)
- Suli-buli (Hongarije)
- Arcadia of My Youth (Japan)
- The Sea Prince and the Fire Child (Japan)
- The Secret of NIMH (VS)
- Shalom Pharao (West-Duitsland)
- Water Spider-Wonder Spider (Hongarije)
- The Wizard of Oz (VS/Japan)

### 1983
- Als je begrijpt wat ik bedoel (Nederland)
- Boulugres (Frankrijk)
- Daffy Duck's Fantastic Island (VS)
- Elpidio Valdés Against Dollar and Cannon (Cuba)
- Fire and Ice (VS)
- John the Boaster (Hongarije)
- The Legend of Hiawatha (VS/Canada)
- Legend of Sealed Book (China)
- The Little Witch (Tsjechoslowakije/West-Duitsland)
- No-White (Hongarije)
- The Princess and the Robot (Brazilië)
- The Professional: Golgo 13 (Japan)
- Protectors of Universe (Zuid-Korea)
- The Raccoons and the Lost Star (Canada)
- Revenge of the Humanoids (Frankrijk)
- Rock & Rule (Canada)
- Mickey's Christmas Carol (VS)
- The Secret of the Selenites (Frankrijk)
- The Voyages of Gulliver (Spanje)
- Twice Upon a Time (VS)
- Unico: In the Magic Island (Japan)
- The Wind in the Willows (Verenigd Koninkrijk)

### 1984
- The Adventures of Pinocchio (VS)
- The Camel Boy (Australië)
- Dot and the Bunny (Australië)
- Gallavants (VS)
- Jan zonder vrees (België)
- Katy (Spanje/Mexico)
- Kenya Boy (Japan)
- Lensman (Japan)
- Nausicaä of the Valley of the Wind (Japan)
- Rose Petal Place (VS/Canada)
- Rupert and the Frog Song (Engeland)
- Samson & Sally - Song of the Whales (Denemarken/Zweden)
- The Super Dimension Fortress Macross: Do You Remember Love? (Japan)
- Szaffi (Hongarije)
- The Tale of Tsar Saltan (USSR)

### 1985
- The Adventures of Mark Twain (VS)
- Angel's Egg (Japan)
- Asterix contra Caesar (Frankrijk)
- Bigfoot and the Muscle Machines (VS)
- The Brave Frog's Greatest Adventure (VS/Japan)
- A Christmas Special (VS)
- The Care Bears Movie (Canada)
- The Dagger of Kamui (Japan)
- Dallos (Japan)
- Dot and the Koala (Australië)
- Epic (Australië)
- The Erring Travels of Odysseus (Tsjechoslowakije/Oost-Duitsland)
- GoShogun: The Time Étranger (Japan)
- Gwen, the Book of Sand (Frankrijk)
- Here Come the Littles (VS/Luxemburg)
- A Journey Through Fairyland (Japan)
- The Legend of the Gold of Babylon (Japan)
- The Little Troll Prince (VS)
- Mach and Sebestova - Come Up to the Blackboard! (Tsjechoslowakije)
- Matthias the Just (Hongarije)
- Megazone 23 (Japan)
- Monkey King Conquers the Demon (China)
- Night on the Galactic Railroad (Japan)
- Odin: Photon Sailer Starlight (Japan)
- Odyssea (Tsjechoslowakije/Oost-Duitsland)
- Original Dirty Pair: Affair of Nolandia (Japan)
- Pelle Svanslös i Amerikatt (Zweden)
- Phoenix-bot Phoenix King (Zuid-Korea)
- The Pied Piper of Hamelin (Tsjechoslowakije)
- Rainbow Brite and the Star Stealer (VS/Japan)
- The Secret of the Sword (VS)
- Starchaser: The Legend of Orin (VS)
- Swans (VS?)
- Taran en de Toverketel (VS, The Black Cauldron)
- Vampires in Havana (Cuba/Spanje/West-Duitsland)

### 1986
- The Adventures of the American Rabbit (VS/Japan)
- Amon Saga (Japan)
- Arion (Japan)
- Armageddon (Zuid-Korea)
- Asterix en de Britten (Frankrijk)
- Een avontuur met een staartje (VS, An American Tail)
- Barefoot Gen 2 (Japan)
- Bolek and Lolek in the Wild West (Polen)
- Care Bears Movie II: A New Generation (Canada/VS)
- Castle in the Sky (Japan)
- Cat City (Hongarije/Canada/West-Duitsland)
- Coral Reef Legend: Elfie of the Blue Sea (Japan)
- The Cosmic Eye (VS)
- Dot and Keeto (Australië)
- Dot and the Whale (Australië)
- The Elm Chanted Forest (Joegoslavië/VS?)
- Footrot Flats: The Dog's Tale (Nieuw-Zeeland)
- Fist of the North Star (Japan)
- Fluppy Dogs (VS)
- Gall Force (Japan)
- GoBots: War of the Rock Lords (VS)
- The Great Cheese Robbery (Tsjechoslowakije/West-Duitsland)
- The Great Heep (VS)
- Guyver: Out of Control (Japan)
- Greti (Hongarije)
- Heathcliff: The Movie (VS/Canada/Frankrijk)
- InHumanoids: The Movie (VS)
- Ivanhoe (Australië)
- Jiminy Cricket's Christmas (VS)
- Liberty and the Littles (VS)
- Long Live Servatius (Hongarije)
- Love City (Japan)
- Megazone 23 (Japan)
- Mônica e a Sereia do Rio (Brazilië)
- My Little Pony (VS)
- As novas aventuras da turma da Mônica (Brazilië)
- Opening the Door (Japan)
- Project A-ko (Japan)
- Robotech: The Movie (VS) (Japan)
- Roots Search (Japan)
- Skeletor's Revenge (VS)
- Sophie's Place (VS)
- De Speurneuzen (VS, The Great Mouse Detective)
- Super Mario Brothers--Plan to Free Princess Peach (Japan)
- They Were Eleven (Japan)
- The Transformers: The Movie (VS)
- The Trapalhoes in the Tail of the Comet (Brazilië)
- Urusei Yatsura movies#Lum the Forever (Japan)
- Valhalla (Denemarken)
- Violence Jack: Evil Town (Japan)
- Wanna Bees (Japan)
- Windaria (Japan)
- When the Wind Blows (Verenigd Koninkrijk)

### 1987
- The Amazing Mr. Bickford (VS)
- The Big Bang (Frankrijk/België)
- Black Magic M-66 (Japan)
- The Care Bears Adventure in Wonderland (Canada)
- The Chipmunk Adventure (VS)
- Crystal Triangle (Japan)
- Het Dappere Broodroostertje (VS, The Brave Little Toaster)
- Dot and the Smugglers (Australië)
- Dot Goes to Hollywood (Australië)
- Dreaming of Paradise (Denemarken)
- The Emerald City of Oz (Canada)
- G.I. Joe: The Movie (VS)
- The Jetsons Meet the Flintstones (VS)
- Katy, Kiki and Koko (Spanje/Mexico)
- Labyrinth Tales (Japan)
- Lach en verdriet aan de Witte zee (USSR)
- Leo and Fred (Hongarije)
- The Marvelous Land of Oz (Canada)
- Metal Skin Panic Madox-01 (Japan)
- My Favourite Time (USSR)
- Original Dirty Pair: Project Eden (Japan)
- Ozma of Oz (Canada)
- Robotix: The Movie (VS/Canada)
- Royal Space Force: The Wings of Honneamise (Japan)
- Pinocchio and the Emperor of the Night (VS)
- Project A-ko 2: Plot of the Daitokuji Financial Group (Japan)
- The Puppetoon Movie (VS)
- Robot Carnival (Japan)
- Saint Seiya: Legend of the Golden Apple (Japan)
- Scooby-Doo Meets the Boo Brothers (VS)
- Twilight of the Cockroaches (Japan)
- Wicked City (Japan)
- The Wind in the Willows (VS)
- The Wonderful Wizard of Oz (Canada)

### 1988
- Akira (Japan)
- Battle Royal High School (Japan)
- Bravestarr: The Legend (VS)
- The Captain of the Forest (Hongarije)
- The Care Bears Nutcracker Suite (Canada)
- The Cat Who Walked by Herself (USSR)
- Crying Freeman (Japan)
- Daffy Duck's Quackbusters (VS)
- David and Sandy (Polen/Zweden)
- Dominion Tank Police (Japan)
- Forget-Me-Not (Hongarije)
- The Good, the Bad, and Huckleberry Hound (VS)
- Grave of the Fireflies (Japan)
- Happy Birthday, Garfield (VS)
- Light Years (Frankrijk)
- My Neighbor Totoro (Japan)
- Oliver & Co. (VS, Oliver & Company)
- Platvoet en zijn vriendjes (Ierland/VS, The Land Before Time)
- Popol Vuh: The Creation Myth of the Maya (VS)
- Pound Puppies and the Legend of Big Paw (VS)
- Project A-ko 3: Cinderella Rhapsody (Japan)
- Saint Seiya: The Heated Battle of the Gods (Japan)
- Saint Seiya: Legend of Crimson Youth (Japan)
- Scooby-Doo and the Ghoul School (VS/Canada)
- Scooby-Doo and the Reluctant Werewolf (VS)
- La table tournante (Frankrijk)
- Stowaways on the Ark (West-Duitsland)
- Treasure Island (USSR)
- Who Framed Roger Rabbit (VS)
- The Wind in the Willows (Verenigd Koninkrijk/Australië)

### 1989
- Asterix en de knallende ketel (Frankrijk/West-Duitsland)
- Babar: The Movie (Canada/Frankrijk)
- De GVR (Verenigd Koninkrijk, The BFG)
- The Brave Frog (VS)
- City Hunter: Magnum of Love and Fate (Japan)
- Dragon and Slippers (Hongarije)
- Dragon Ball Z: Dead Zone (Japan)
- El Escudo del cóndor (Argentinië)
- The Four Musicians of Bremen (Spanje)
- The Journey to Melonia: Fantasies of Shakespeare's 'The Tempest' (Zweden/Noorwegen)
- Kiki's vliegende koeriersdienst (Japan)
- De kleine zeemeermin (VS, The Little Mermaid)
- Legend of the Overfiend (Japan)
- Like the Clouds, Like the Wind (Japan)
- Little Nemo: Adventures in Slumberland (Japan)
- The Magician's Hat (Joegoslavië)
- Maria and Mirabella in Tranzistoria (Roemenië/USSR)
- Megazone 23 Part III (Japan)
- Ook honden gaan naar de hemel (Ierland/VS, All Dogs Go to Heaven)
- Patlabor: The Movie (Japan)
- Project A-ko 4: FINAL (Japan)
- Reineke Fuchs (Duitsland)
- Saint Seiya: Warriors of the Final Holy Battle (Japan)
- A Tale of Two Toads (Verenigd Koninkrijk)
- The Trace Leads to the Silver Lake (Oost-Duitsland)
- Venus Wars (Japan)
- Willy the Sparrow (Hongarije)

## 1990–1999

### 1990
- Despertaferro (Duitsland/Spanje)
- Dragon Ball Z: The Worlds Strongest Guy (Japan)
- Dragon Ball Z 3: The Tree of Might (Japan)
- DuckTales the Movie: Treasure of the Lost Lamp (Frankrijk/VS)
- The Flying Sneaker (Tsjechoslowakije/Canada)
- The Fool of the World and the Flying Ship (Verenigd Koninkrijk)
- From Tale to Tale (USSR)
- The Gold Sword (USSR)
- The Adventures of Scamper the Penguin (USSR/Japan/VS)
- Jetsons: The Movie (VS)
- Man and His World (Italië)
- Mind's Eye (VS)
- Nadia of the Mysterious Seas (Japan)
- The Nutcracker Prince (Canada)
- Peterchens's Moon Travel (West-Duitsland)
- Project A-ko: Grey Side/Blue Side (Japan)
- De Reddertjes in Kangoeroeland (VS, The Rescuers Down Under)
- The School of Fine Arts (USSR)
- The School of Fine Arts. The Return (USSR)
- War of the Birds (Denemarken)
- Werner - Leg Hard! (Duitsland)
- A Wind Named Amnesia (Japan)

### 1991
- An American Tail: Fievel Goes West (VS)
- Beertje Sebastiaan: De geheime opdracht (Nederland)
- Belle en het Beest (VS, Beauty and the Beast)
- Bird War (Denemarken)
- Dragon Ball Z 4: The Super Saiyan Is Son Goku (Japan)
- Dragon Ball Z 5: Battle of the Strongest vs. the Strongest (Japan)
- Darkwing Duck: Darkly Dawns the Duck (VS)
- The Adventures of the Magic Globe or Witch's Tricks (USSR)
- Eneida (USSR? - Oekraïne)
- Felix the Cat: The Movie (VS)
- Free, Whale Peak (Japan)
- Garfield Gets a Life (VS)
- Hans and the Silver Skates (Australië)
- The Holiday of the New Year Tree (USSR)
- The Magic Riddle (Australië)
- Mobile Suit Gundam F91 (Japan)
- Ness and Nessy (Letland)
- Only Yesterday (Japan)
- Pirates of Dark Water: The Saga Begins (VS)
- Puss in Boots (Australië)
- Ranma 1/2: Big Trouble in Nekonron, China (Japan)
- Robinson and Company (Frankrijk)
- Rock-A-Doodle (VS)
- Rover Dangerfield (VS)
- Roujin Z (Japan)
- Underwater Berets (USSR)

### 1992
- Aladdin (VS)
- Bebe's Kids (VS)
- Beyond the Mind's Eye (VS)
- Blinky Bill (Australië)
- Cool World (VS)
- Dragon Ball Z 6: Attack!! The Hundred-Million-Strong Warriors (Japan)
- Dragon Ball Z 7: Extreme Battle!! Three Great Super Saiyans (Japan)
- Evil Toons (VS)
- FernGully: The Last Rainforest (Australië/VS)
- Freddie de koele kikker (Verenigd Koninkrijk, Freddie as F.R.O.7)
- The Little Mermaid (VS)
- The Little Punker (Duitsland)
- The Magic Voyage (Duitsland)
- Midori (Japan)
- Mitki-Mayer (Rusland)
- Pinocchio (VS)
- Porco Rosso (Japan)
- The Three Musketeers (VS)
- Tiny Toon Adventures: How I Spent My Vacation (VS)
- Tom and Jerry: The Movie (VS)
- Sinbad (VS)
- Ramayana: The Legend of Prince Rama (India/Japan)
- Run Melos! (Japan)
- The Tune (VS)

### 1993
- Batman: Mask of the Phantasm (VS)
- The Cat's Mill (Letland)
- Comet in Moominland (Finland/Japan/Nederland)
- Crayon Shin-chan: Action Kamen vs Haigure Devil (Japan)
- David Copperfield (Canada)
- Dragon Ball Z 8: Burn Up!! A Close, Intense, Super-Fierce Battle (Japan)
- Dragon Ball Z 9: The Galaxy at the Brink!! The Super-Incredible Guy (Japan)
- The Halloween Tree (VS)
- Happily Ever After (VS)
- The History of the Wonderful World (Denemarken)
- Hollyrock-a-Bye Baby (VS)
- I Can Hear the Sea (Japan, Ocean Waves)
- I Yabba-Dabba Do! (VS)
- Jonny's Golden Quest (VS)
- Jungledyret (Denemarken)
- The Nightmare Before Christmas (VS)
- Ninja Scroll (Japan)
- Once Upon a Forest (Verenigd Koninkrijk/VS)
- Patlabor 2 the Movie (Japan)
- The Princess and the Goblin (Verenigd Koninkrijk/Japan/Hongarije)
- The Thief and the Cobbler (VS/Verenigd Koninkrijk/Canada)
- We're Back! A Dinosaur's Story (VS)
- The Wrong Trousers (Verenigd Koninkrijk)
- Yu Yu Hakusho: The Movie (Japan)

### 1994
- Asterix in Amerika (Duitsland/Frankrijk)
- Cinderella (VS)
- Crayon Shin-chan: Treasure of Buri Buri Kingdom (Japan)
- Dot in Space (Australië)
- Dragon Ball Z 10: Mischievous Duo! Super Warriors Never Rest (Japan)
- Dragon Ball Z 11:Super-Warrior Defeat!! I'm the One who'll Win (Japan)
- Duimelijntje (VS, Thumbelina)
- Felidae (Duitsland)
- Mind's Eye (VS)
- L'Eroe dei due mondi (Italië)
- The Land Before Time II: The Great Valley Adventure (VS)
- Leo the Lion (VS)
- The Lion King (VS)
- Macross Plus (Japan)
- Mafalda (Cuba/Spanje)
- The Pagemaster (VS)
- Pompoko (Japan)
- Scooby-Doo in Arabian Nights (VS)
- Street Fighter II: The Animated Movie (Japan)
- The Swan Princess (VS)
- Taxandria (België/Duitsland/Frankrijk)
- A Troll in Central Park (VS)
- De Wraak van Jafar (VS, The Return of Jafar)
- Yogi the Easter Bear (VS)
- Yu Yu Hakusho: Poltergeist Report (Japan)

### 1995
- Aladdin en de Dievenkoning (VS, Aladdin and the King of Thieves)
- Balto (VS)
- Bump in the Night (VS)
- Crayon Shin-chan: Plot of Unkokusai (Japan)
- The Diary of Anne Frank (Japan)
- The Elixir (Rusland)
- Farewell to Nostradamus (Japan)
- Dragon Ball Z 12: The Rebirth of Fusion!! Goku and Vegeta (Japan)
- Dragon Ball Z 13: Dragon Fist Assault!! If Goku Can't Do It, Who Can? (Japan)
- Drawn from Memory (VS)
- Ghost in the Shell (Japan)
- A Goofy Movie (VS)
- Gumby: The Movie (VS)
- The Land Before Time III: The Time of the Great Giving (VS)
- Magic Gift of the Snowman (VS)
- Memories (Japan)
- The Monkeys and the Secret Weapon (Denemarken)
- The Pebble and the Penguin (Ierland/VS)
- Pocahontas (VS)
- The Real Shlemiel (Duitsland/Frankrijk/Israël/Hongarije)
- The Seventh Brother (Hongarije/Duitsland/VS?)
- Toy Story (VS)
- Whisper of the Heart (Japan)
- The Wind in the Willows (Verenigd Koninkrijk)

### 1996
- Contra el águila y el león (Cuba/Spanje)
- Amazon Jack 2: The Movie Star (Denemarken/Zweden/Noorwegen/Finland)
- Beavis and Butt-head Do America (VS)
- Black Jack: The Movie (Japan)
- Black Jack: Capital Transfer To Heian (Japan)
- The Blue Arrow (Italië/Zwitserland/Duitsland/Luxemburg)
- Cassiopéia (Brazilië)
- Crayon Shin-chan: Adventure in Henderland (Japan)
- Dead or Alive (Lupin the 3rd) (Japan)
- The Five Suns: A Sacred History of Mexico (VS)
- Galaxy Express 999 (Japan)
- Kings and Cabbage (Rusland)
- De klokkenluider van de Notre Dame (VS, The Hunchback of Notre Dame)
- The Land Before Time IV: Journey Through the Mists (VS)
- Little Dinosaur Dooly (Zuid-Korea)
- The Nome Prince and the Magic Belt (VS)
- Ook honden gaan naar de hemel 2 (VS, All Dogs Go to Heaven 2)
- Pepolino and the Treasure of the Mermaid (Duitsland/Canada/Hongarije)
- De reuzenperzik (Verenigd Koninkrijk/VS, James and the Giant Peach)
- Santa Claus and the magic drum (Finland/Hongarije)
- Space Jam (VS)
- Spring and Chaos (Japan)
- Tiny Heroes (Hongarije/Duitsland/VS)
- Toto Lost in New York (VS)
- Werner - Eat My Dust!!! (Duitsland)

### 1997
- The Adarna Bird (Filipijnen)
- Anastasia (VS)
- Annabelle's Wish (VS/Canada)
- Babes in Toyland (VS)
- The Batman Superman Movie: World's Finest (VS)
- Belle en het Beest: Een Betoverd Kerstfeest (VS/Canada, Beauty and the Beast: The Enchanted Christmas)
- Benjamin Bluemchen (Duitsland/Luxemburg)
- The Brave Little Toaster to the Rescue (VS)
- Cats Don't Dance (VS)
- A Chinese Ghost Story: The Tsui Hark Animation (Hongkong)
- A Christmas Carol (VS)
- Crayon Shin-chan: Pursuit of the Dark Tama Tama (Japan)
- Detective Conan: The Timed-Bomb Skyscraper (Japan)
- Dibu: La película (Argentinië)
- The Dog of Flanders (Japan/VS)
- Elmer's Adventure: My Father's Dragon (Japan)
- The End of Evangelion (Japan)
- Evangelion: Death and Rebirth (Japan)
- The Fearless Four (Duitsland)
- Go to Hell! (Australië)
- Hercules (VS)
- Journey Beneath the Sea (VS/Canada)
- Jungle Emperor Leo (Japan)
- Kleines Arschloch (Duitsland)
- The Land Before Time V: The Mysterious Island (VS)
- Lapitch the Little Shoemaker (Kroatië/Duitsland)
- I Married a Strange Person! (VS)
- Mondo Plympton (VS)
- Neznayka on the Moon (Rusland)
- Le Parfum de l'invisible (Frankrijk/Italië)
- Perfect Blue (Japan)
- Pippi Langkous (Zweden/Duitsland/Canada)
- Pooh's Grand Adventure: The Search for Christopher Robin (VS)
- Prinses Mononoke (Japan)
- The Swan Princess II: Escape from Castle Mountain (VS)
- Tom and Fluffy (Estland)
- Underground Adventure (VS/Canada)

### 1998
- An All Dogs Christmas Carol (VS)
- An American Tail: The Treasure of Manhattan Island (VS)
- Amhed, Prince of Alhambra (Spanje)
- The Animated Adventures of Tom Sawyer (VS)
- Annabelle's Wish (VS)
- Antz (VS)
- Batman & Mr. Freeze: SubZero (VS)
- Belle en het Beest: Belle's Wonderlijke Verhalen (VS, Belle's Magical World)
- The Brave Little Toaster Goes to Mars (VS)
- Catnapped! (Japan)
- Circleen: City Mouse (Denemarken)
- Crayon Shin-chan: Mission:1000bolts!! Pig's Hoof's Secret Misson!! (Japan)
- Detective Conan: The 14th Target (Japan)
- Dibu 2: The Revenge of Nasty (Argentinië)
- FernGully 2: The Magical Rescue (VS)
- General Chaos: Uncensored Animation (VS)
- Grandma and Her Ghosts (Taiwan)
- Gurin with the Foxtail (Noorwegen)
- H.C. Andersen's The Long Shadow (Denemarken)
- Hercules and Xena - The Animated Movie: The Battle for Mount Olympus (VS)
- Kirikou en de Heks (Frankrijk/België/Luxemburg)
- The Land Before Time VI: The Secret of Saurus Rock (VS)
- The Lion King II: Simba's trots (VS/Australië, The Lion King II: Simba's Pride)
- Een luizenleven (VS, A Bug's Life)
- The Magic Forest (Duitsland)
- The Magic Pipe (Rusland)
- The Mighty Kong (VS)
- Mulan (VS)
- Pocahontas II: Reis naar een Nieuwe Wereld (VS, Pocahontas II: Journey to a New World)
- Pokémon: The First Movie (VS/Japan)
- The Prince of Egypt (VS)
- What Neighbours are Animals! (Spanje)
- Quest for Camelot (VS)
- Ratjetoe, de rugratsfilm (VS, The Rugrats Movie)
- Rudolph the Red-Nosed Reindeer: The Movie (VS)
- Scooby-Doo on Zombie Island (VS)
- Silant Legend (Maleisië)
- The Secret of NIMH 2: Timmy to the Rescue (VS)
- Socialisation of a Bull (Slovenië)
- The Swan Princess: The Mystery of the Enchanted Kingdom (VS)
- Zorba and Lucky (Italië, La gabbianella e il gatto)

### 1999
- A.Li.Ce (Japan)
- Alvin and the Chipmunks Meet Frankenstein (VS)
- An American Tail: The Mystery of the Night Monster (VS)
- Anne Frank's Diary (Verenigd Koninkrijk/Ierland/Frankrijk/Nederland/Luxemburg)
- Babar: King of the Elephants (Canada/Frankrijk/Duitsland)
- Bartok the Magnificent (VS)
- Batman Beyond: The Movie (VS)
- Käpt'n Blaubär - Der Film (Duitsland)
- Crayon Shin-chan: Exciting Battle at the Hot Spring/Kureshin Paradise! Made in Saitama (Japan)
- Detective Conan: The Last Wizard of the Century (Japan)
- Doug's 1st Movie (VS)
- Faeries (Verenigd Koninkrijk)
- Fantasia 2000 (VS)
- Gen¹³ (VS)
- Goomer (Spanje)
- De ijzeren reus (VS, The Iron Giant)
- The King and I (VS)
- Kochi-kame the Movie (Japan)
- Lotus Lantern (China)
- Madeline: Lost in Paris (VS)
- Manuelita (Argentinië)
- Marco the Movie - 3000 Leagues in Search of Mother (Japan)
- Mickey's Once Upon a Christmas (VS)
- Millionaire Dogs  (Duitsland)
- Mishy and Mushy (Hongarije)
- A Monkey's Tale (Frankrijk/Verenigd Koninkrijk/Duitsland)
- My Neighbors the Yamadas (Japan)
- Olive, the Other Reindeer (VS)
- The Piper at the Gates of Dawn (Brazilië)
- Petterson and Findus (Zweden)
- Pippi i Söderhavet (Zweden)
- Scooby-Doo and the Witch's Ghost (VS)
- South Park: Bigger, Longer & Uncut (VS)
- Tarzan (VS)
- Tobias Totz and His Lion (Duitsland/België)
- Toy Story 2 (VS)
- Wakko's Wish (VS)
- Werner - Volles Rooäää!!! (Duitsland)
- Winnie the Pooh: Seasons of Giving (VS)

## 2000–2009

### 2000
- Ah! My Goddess!: The Movie (Japan)
- Alpamysh (Oezbekistan)
- Alvin and the Chipmunks Meet the Wolfman (VS)
- Batman Beyond: Return of the Joker (VS)
- Blood: The Last Vampire (Japan)
- Blub, ik ben een vis (Duitsland/Ierland/Denemarken, Help! I'm a Fish)
- The Boy Who Saw the Wind (Japan)
- Buzz Lightyear of Star Command: The Adventure Begins (VS)
- Carnival (Ierland/Frankrijk)
- Casper's Haunted Christmas (Canada)
- Chicken Run (Verenigd Koninkrijk)
- Circleen: Mice and Romance (Denemarken)
- Condor Crux, the Legend (Spanje/Argentinië)
- Crayon Shin-chan: Rumble in the Jungle (Japan)
- CyberWorld (VS)
- Detective Conan: Captured in Her Eyes (Japan)
- Digimon: The Movie (Japan)
- Dinosaur (VS)
- Duck Ugly (Ierland)
- Escaflowne (Japan)
- An Extremely Goofy Movie (VS)
- Franklin and the Green Knight: The Movie (Canada)
- Heart, the Joys of Pantriste (Argentinië)
- Heavy Metal 2000 (Canada/VS/Duitsland)
- Hundhotellet (Zweden)
- La Isla del cangrejo (Spanje)
- Jozef de Dromenkoning (VS, Joseph: King of Dreams)
- Keizer Kuzco (VS, The Emperor's New Groove)
- De kleine zeemeermin II: terug in de zee (VS/Canada/Australië, The Little Mermaid II: Return to the Sea)
- The Land Before Time VII: The Stone of Cold Fire (VS)
- Leif Erickson, Discoverer of North America (VS)
- The Life & Adventures of Santa Claus (VS)
- The Magic Pudding (Australië)
- Malice@Doll (Japan)
- The Miracle Maker (Rusland/Verenigd Koninkrijk)
- Monster Mash (Italië/VS)
- Nien Resurrection (Maleisië)
- One Piece: The Movie (Japan)
- Optimus Mundus (Rusland)
- Pandavas: The Five Warriors (India)
- Pettson och Findus - Kattonauten (Zweden)
- Pokémon: Mewtwo Returns (Japan)
- Pokémon: The Movie 2000 (Japan/VS)
- Princes and Princesses (Frankrijk)
- Prop and Berta (Denemarken)
- Redwall: The Movie (Canada)
- Los Pintín al rescate (Argentinië)
- The Road to El Dorado (VS)
- Ratjetoe in Parijs (VS/Duitsland, Rugrats in Paris: The Movie)
- The Scarecrow (VS)
- Scooby-Doo and the Alien Invaders (VS)
- Sinbad: Beyond the Veil of Mists (India/VS)
- Teigetjes Film (VS/Japan, The Tigger Movie)
- The Thief of Dreams (Spanje)
- Titan A.E. (VS)
- Tom Sawyer (VS)
- Tweety's High-Flying Adventure (VS)

### 2001
- 10 + 2: El gran secreto (Spanje)
- Atlantis: De verzonken stad (VS, Atlantis: The Lost Empire)
- Barbie in De Notenkraker (VS, Barbie in the Nutcracker)
- Christmas Carol: The Movie (Verenigd Koninkrijk/Duitsland)
- Kommando Störtebeker (Duitsland)
- Cowboy Bebop: The Movie (Japan/VS)
- Detective Conan: Countdown to Heaven (Japan)
- Crayon Shin-chan: The Adult Empire Strikes Back (Japan)
- Final Fantasy: The Spirits Within (VS/Japan)
- Franklin's Magic Christmas (Canada)
- The Happy Cricket from the Amazon (Brazilië)
- InuYasha the Movie: Affections Touching Across Time (Japan)
- The Jar: A Tale from the East (Syrië)
- Jimmy Neutron: Wonderkind (VS, Jimmy Neutron: Boy Genius)
- The Kid (Canada/VS)
- Lady en de Vagebond II: Rakkers Avontuur (VS/Australië, Lady and the Tramp II: Scamp's Adventure)
- The Land Before Time VIII: The Big Freeze (VS)
- Ladybirds' Christmas (Estland)
- The Little Bear Movie (Canada)
- The Little Polar Bear (Duitsland)
- The Living Forest (Spanje)
- Marco Polo
- Metropolis (Japan)
- Millennium Actress (Japan)
- Momo alla conquista del tempo (Italië/Duitsland)
- Monkeybone (VS)
- Monsters en co. (VS, Monsters, Inc.)
- Mr. Blot's Triumph (Polen)
- Mutant Aliens (VS)
- My Life as McDull (Hongkong)
- One Piece: Clockwork Island Adventure (Japan)
- Osmosis Jones (VS)
- Petit Potam (Frankrijk)
- The Pirates of Tortuga: Under the Black Flag (Duitsland/Zuid-Korea)
- Pokémon 3: The Movie (Japan)
- Putih (Maleisië)
- ReBoot: Daemon Rising (Canada)
- ReBoot: My Two Bobs (Canada)
- Recess: School's Out (VS)
- Rolie Polie Olie: The Great Defender of Fun (Canada/Frankrijk)
- Rudolph the Red-Nosed Reindeer and the Island of Misfit Toys (VS)
- The Santa Claus Brothers (Canada/VS)
- Scooby-Doo and the Cyber Chase (VS)
- Shrek (VS)
- Spirited Away (Japan)
- Titanic: The Animated Movie (Italië)
- The Trumpet of the Swan (VS)
- Waking Life (VS)
- WXIII: Patlabor the Movie 3 (Japan)

### 2002
- Alibaba (India)
- Assepoester II: Dromen Komen Uit (VS, Cinderella II: Dreams Come True)
- Balto II: Wolf Quest (VS)
- Barbie as Rapunzel (VS)
- Beauty and Warrior (Indonesië)
- The Boy Who Wanted to Be a Bear (Denemarken/Frankrijk)
- The Cat Returns (Japan)
- Corto Maltese: La cour secrète des Arcanes (Frankrijk/Italië/Luxemburg)
- Crayon Shin-chan: The Battle of the Warring States (Japan)
- Detective Conan - The Phantom of Baker Street (Japan)
- Dibu 3: The Great Adventure (Argentinië)
- Duck Ugly (Frankrijk)
- Dragon Hill (Spanje)
- Eden (Polen)
- Eight Crazy Nights (VS)
- Fimfárum (Tsjechië)
- Hey Arnold! The Movie (VS)
- Holy Fox (Georgië)
- Ice Age (VS)
- InuYasha the Movie: The Castle Beyond the Looking Glass (Japan)
- Jonah: A VeggieTales Movie (VS)
- Karlsson on the Roof (Zweden/Noorwegen)
- De klokkenluider van de Notre Dame II (VS, The Hunchback of Notre Dame II)
- Kwentong kayumanggi (Filipijnen)
- The Land Before Time IX: Journey to Big Water (VS)
- Lilo & Stitch (VS)
- My Beautiful Girl, Mari (Zuid-Korea)
- One Piece: Chopper's Kingdom on the Island of Strange Animals (Japan)
- Pokémon 4Ever (Japan/VS)
- Pokémon Heroes (Japan)
- The Powerpuff Girls Movie (VS)
- Princess and the Pea (VS)
- Song of the Miraculous Hind (Hongarije)
- Spirit: Stallion of the Cimarron (VS)
- Tamala 2010: A Punk Cat in Space (Japan)
- Tarzan & Jane (VS)
- Terug naar Nooitgedachtland (VS/Canada/Australië, Return to Never Land)
- Tom and Jerry: The Magic Ring (VS)
- Treasure Planet (VS)
- A Tree of Palme (Japan)
- Voices of a Distant Star (Japan)
- The Wild Thornberrys Movie (VS)

### 2003
- 101 Dalmatiërs II: Het avontuur van Vlek in Londen (VS, 101 Dalmatians II: Patch's London Adventure)
- Atlantis: Milo's Return (VS)
- Back to School with Franklin (Canada)
- Barbie en het Zwanenmeer (VS)
- Batman: Mystery of the Batwoman (VS)
- The Bee Julia and Mrs. Vita (Italië)
- Bionicle: Mask of Light (VS)
- Bolívar: el héroe (Colombia)
- Brother Bear (VS)
- Captain Sabertooth (Noorwegen)
- Charlotte's Web 2: Wilbur's Grote Avontuur (VS, Charlotte's Web 2: Wilbur's Great Adventure)
- A Christmas Carol (Japan)
- Crayon Shin-chan: Glorious Grilled Meat Road (Japan)
- Detective Conan: Crossroad in the Ancient Capital (Japan)
- Daniel and the Lion's Den (VS)
- The Dog, the General, and the Birds (Italië/Frankrijk)
- El Cid: The Legend (Spanje)
- Elysium (Zuid-Korea)
- The Fairly OddParents: Abra-Catastrophe! (VS)
- Finding Nemo (VS)
- G.I.Joe: Spy Troops the Movie (VS)
- Greatest Heroes and Legends of the Bible: Daniel and the Lion's Den (VS)
- Greatest Heroes and Legends of the Bible: David and Goliath (VS)
- Greatest Heroes and Legends of the Bible: Jonah and the Whale (VS)
- Greatest Heroes and Legends of the Bible: Joseph and the Coat Of Many Colors (VS)
- Greatest Heroes and Legends of the Bible: Joshua and the Battle of Jericho (VS)
- Greatest Heroes and Legends of the Bible: Samson and Delilah (VS)
- Greatest Heroes and Legends of the Bible: Sodom and Gomorrah (VS)
- Greatest Heroes and Legends of the Bible: The Apostles (VS)
- Greatest Heroes and Legends of the Bible: The Garden Of Eden (VS)
- Greatest Heroes and Legends of the Bible: The Last Supper, Crucifixion, and Resurrection (VS)
- Greatest Heroes and Legends of the Bible: The Miracles of Jesus (VS)
- Greatest Heroes and Legends of the Bible: The Nativity (VS)
- Greatest Heroes and Legends of the Bible: The Story Of Moses (VS)
- Hammerboy (Zuid-Korea)
- Interstella 5555: The 5tory of the 5ecret 5tar 5ystem (Japan/Frankrijk)
- InuYasha the Movie: Swords of an Honorable Ruler (Japan)
- Jester Till (Duitsland/België)
- Jungle Boek 2 (VS/Australië, The Jungle Book 2)
- Kaena: The Prophecy (Frankrijk/Canada)
- Kim Possible: A Sitch in Time (VS)
- Der Kleine Eisbär - Neue Abenteuer, neue Freunde 2 (Duitsland)
- The Land Before Time X: The Great Longneck Migration (VS)
- The Legend of the Sky Kingdom (Zimbabwe)
- Little Longnose (Rusland)
- Looney Tunes: Back in Action (VS)
- Los Reyes magos (Frankrijk)
- Más vampiros en La Habana (Cuba/Spanje)
- Miss Spider's Sunny Patch Kids (VS)
- My Little Pony: The Princess Promenade (VS)
- Nasu: Summer in Andalusia (Japan)
- One Piece: Dead End Adventure (Japan)
- Opopomoz (Italië/Frankrijk/Spanje)
- Oseam (Zuid-Korea)
- Piglet's Big Movie (VS)
- The Rain Children (Frankrijk/Zuid-Korea)
- Raining Cats and Frogs (Frankrijk)
- Rescue Heroes: The Movie (Canada)
- Recess: All Growed Down (VS)
- Recess: Taking the 5th Grade (VS)
- Rolie Polie Olie: The Baby Bot Chase (Canada/VS)
- Rugrats Go Wild! (VS)
- Sinbad: Legend of the Seven Seas (VS)
- Stitch! The Movie (VS)
- Scooby-Doo and the Legend of the Vampire (VS)
- Scooby-Doo and the Monster of Mexico (VS)
- Son of Alladin (India)
- Tokyo Godfathers (Japan)
- Les triplettes de Belleville (Frankrijk/België/Canada/Verenigd Koninkrijk)
- Werner - Gekotzt wird später! (Duitsland)
- Winter Days (Japan)
- Wonderful Days (Zuid-Korea/VS)
- Y Mabinogi (Verenigd Koninkrijk, Otherworld)

### 2004
- Alosha Popovich and Tugarin Zmey (Rusland)
- Appleseed (Japan)
- Ark (VS/Zuid-Korea)
- Balto III: Wings of Change (VS)
- Barbie as the Princess and the Pauper (VS)
- Beyblade: The Movie - Fierce Battle (Japan/VS)
- Bionicle 2: Legends of Metru Nui (VS)
- The Butterfly Lovers (China)
- The Island of Black Mor (Frankrijk)
- Care Bears: Journey to Joke-a-lot (VS/Canada)
- Channel Chasers (VS)
- Cirkeline og Verdens mindste superhelt (Denemarken)
- Clifford's Really Big Movie (VS)
- Corto Maltese: La maison dorée de Samarkand (Frankrijk)
- Crayon Shin-chan: The Kasukabe Boys of the Evening Sun (Japan)
- Dead Leaves (Japan)
- Derrick - Duty Calls! (Duitsland/Ierland)
- Detective Conan: Magician of the Silver Sky (Japan)
- The District! (Hongarije)
- Dragons: Fire & Ice (Canada)
- Fire Ball (Taiwan)
- Ghost in the Shell 2: Innocence (Japan)
- G.I. Joe: Valor vs. Venom (VS)
- Glup, una aventura sin desperdicio (Spanje)
- The Great Pig Pirate Mateo (Zuid-Korea)
- Hair High (VS)
- Homeland (Indonesië)
- Howl's Moving Castle (Japan)
- In Search of Santa (VS)
- The Incredibles (VS)
- InuYasha the Movie: Fire on the Mystic Island (Japan)
- Kangaroo Jack: G'Day U.S.A.! (VS)
- Lady Death (VS)
- The Land Before Time XI: Invasion of the Tinysauruses (VS)
- Laura's Star (Duitsland/Bulgarije)
- The Legend of Buddha (India)
- The Lion King 1½ (VS)
- Little Big Mouse (Denemarken)
- McDull, prince de la bun (Hongkong)
- Mickey, Donald, Goofy: The Three Musketeers (VS)
- Mind Game (Japan)
- ¡Mucha Lucha!: The Return of El Maléfico (VS)
- Muhammad: The Last Prophet (VS)
- Mulan II (VS)
- Naruto the Movie: Snow Princess' Book of Ninja Arts (Japan)
- Neznayka and the Barrabass (Rusland)
- The Nutcracker and the Mouseking (VS/Duitsland/Rusland)
- One Piece: Curse of the Sacred Sword (Japan)
- Paniek op de Prairie (VS, Home on the Range)
- Patoruzito (Argentinië)
- Pokémon: Jirachi Wishmaker (Japan/VS)
- Pokémon: Destiny Deoxys (Japan/VS)
- Popeye's Voyage: The Quest for Pappy (Canada/VS)
- Pinocchio 3000 (Canada/Frankrijk/Spanje)
- The Place Promised in Our Early Days (Japan)
- The Polar Express (VS)
- Saint Seiya: Heaven Chapter ~ Overture (Japan)
- Scooby-Doo and the Loch Ness Monster (VS)
- Shark Tale (VS)
- Shrek 2 (VS)
- The Snurks (Duitsland)
- Souvenir from the Capital (Rusland)
- The SpongeBob SquarePants Movie (VS)
- Steamboy (Japan)
- Supertramps (Spanje)
- Teacher's Pet (VS)
- Teo, Intergalactic Hunter (Spanje/Argentinië)
- Terkel in Trouble (Denemarken)
- Tracing Jake (Japan)
- Winnie the Pooh: Springtime with Roo (VS)
- Yu-Gi-Oh! The Movie: Pyramid of Light (Japan)

### 2005
- Aloha, Scooby-Doo (VS)
- Action Man: The Movie (VS)
- Among the Thorns (Zweden)
- Barbie: Fairytopia (VS)
- Barbie and the Magic of Pegasus 3-D (VS)
- The Batman vs Dracula: The Animated Movie (VS)
- Bionicle 3: Web of Shadows (VS)
- The Book of the Dead (Japan)
- Candyland: Great Lollipop Adventure (VS)
- The Care Bears' Big Wish Movie (Canada)
- Chicken Little (VS)
- The Christies (Verenigd Koninkrijk)
- Corpse Bride (VS)
- Crayon Shin-chan: Buri Buri 3 Minutes Charge (Japan)
- Wallace & Gromit: The Curse of the Were-Rabbit (Verenigd Koninkrijk/VS)
- Dinotopia: Quest for the Ruby Sunstone (VS)
- Disaster! (VS)
- Detective Conan: Strategy Above the Depths (Japan)
- DragonBlade: The Legend of Lang (Hongkong)
- Empress Chung (Zuid-Korea/Noord-Korea)
- Final Fantasy VII: Advent Children (Japan)
- Frank and Wendy (Estland)
- Fullmetal Alchemist the Movie: Conqueror of Shamballa (Japan)
- Gisaku (Spanje)
- Gulliver's Travel (India)
- Hanuman (India)
- The Happy Elf (VS)
- Heidi (Verenigd Koninkrijk/Canada/Duitsland)
- Here Comes Peter Cottontail: The Movie (VS)
- Hoodwinked (VS)
- Kim Possible: So the Drama (VS)
- Kirikou and the Wild Beasts (Frankrijk)
- Klay World: Off the Table (VS)
- King Kronk (VS, Kronk's New Groove)
- Lil' Pimp (VS)
- Lilo & Stitch 2: Stitch Has a Glitch (VS)
- The Little Polar Bear 2 - The Mysterious Island (Duitsland)
- Little Soldier Zhang Ga (China)
- Madagascar (VS)
- The Magic Roundabout (Verenigd Koninkrijk/Frankrijk)
- Midsummer Dream (Spanje/Portugal)
- MirrorMask (VS)
- Mobile Suit Zeta Gundam A new Translation: Heirs to the Stars (Japan)
- Mobile Suit Zeta Gundam A new Translation: Lovers (Japan)
- Muttabar (Oekraïne)
- My Little Pony: A Very Minty Christmas (VS)
- Naruto the Movie 2: Great Clash! The Illusionary Ruins at the Depths of the Earth (Japan)
- Negadon: The Monster from Mars (Japan)
- One Piece: Baron Omatsuri and the Secret Island (Japan)
- Pettson och Findus 3: Tomtemaskinen (Duitsland/Zweden/Denemarken)
- Pirates in the Pacific (Peru)
- The Place Promised in Our Early Days (Japan)
- Pokémon: Lucario and the Mystery of Mew (Japan)
- Poeh's Lollifanten film (VS, Pooh's Heffalump Movie)
- Pooh's Heffalump Halloween Movie (VS)
- The Proud Family Movie (VS)
- Rest on Your Shoulder (China)
- Robots (VS)
- Scooby-Doo! in Where's My Mummy? (VS)
- Stewie Griffin: The Untold Story (VS)
- Stuart Little 3: Call of the Wild (VS)
- Tarzan II (VS)
- The Three Musketeers (Denemarken/Letland)
- Thru the Moebius Strip (China/VS)
- Tom and Jerry Blast Off to Mars (VS)
- Tom and Jerry: The Fast and the Furry (VS)
- Tugger: The Jeep 4x4 Who Wanted to Fly (VS)
- Valiant (Verenigd Koninkrijk/VS)

### 2006
- Aachi & Ssipak (Zuid-Korea)
- Dobutsu no Mori (Japan)
- Arthur and the Invisibles (Frankrijk)
- A Scanner Darkly (VS)
- The Adventures of Brer Rabbit (VS)
- The Ant Bully (VS)
- Asterix en de Vikingen (Frankrijk/Denemarken)
- Atagoal wa Neko no Mori (Japan)
- Azur and Asmar (Frankrijk/België/Spanje/Italië)
- Bah, Humduck! A Looney Tunes Christmas (VS)
- Bambi II (VS)
- The Barbie Diaries (VS)
- Barbie in the 12 Dancing Princesses (VS)
- Barbie: Mermaidia (VS)
- Barnyard (VS)
- Bleach: Memories of Nobody (Japan)
- Blood Tea and Red String (VS)
- Brave Story (Japan)
- Brother Bear 2 (VS)
- Cars (VS)
- A Christmas Carol: Scrooge's Ghostly Tale (VS)
- Codename: Kids Next Door: Operation Z.E.R.O (VS)
- Crayon Shin-chan: Dance! Amigo! (Japan)
- Cristobal Molón (Spanje)
- Curious George (VS)
- Desmond & the Swamp Barbarian Trap (Zweden)
- Detective Conan: The Private Eyes' Requiem (Japan)
- Dieter - The Film (Duitsland)
- Dobrynya Nikitich and Zmey Gorynych (Rusland)
- Doogal (Frankrijk/Verenigd Koninkrijk/VS)
- Dragones: destino de fuego (Peru)
- Una Película de huevos (Mexico)
- Elka, We Will Save Antarctica! (Rusland)
- The Emperor's Secret (Finland)
- Especial (Rusland)
- Everyone's Hero (Canada/VS)
- Fimfárum 2 (Tsjechië/Duitsland)
- Flushed Away (Verenigd Koninkrijk/VS)
- Foster's Home For Imaginary Friends: Good Wilt Hunting (VS)
- Frank en Frey 2 (VS, The Fox and the Hound 2)
- Franklin and Granny's Secret (Canada/Frankrijk)
- Free Jimmy (Noorwegen)
- Ghost in the Shell: Stand Alone Complex - Solid State Society (Japan)
- The Girl Who Leapt Through Time (Japan)
- The Hairy Tooth Fairy (Spanje/Argentinië)
- Happy Feet (Australië/VS)
- Hellboy Animated: Sword of Storms (VS)
- Hui Buh: The Castle Ghost (Duitsland)
- Ice Age: The Meltdown (VS)
- Urmel aus dem Eis (Duitsland)
- John Paul II: The Friend of All Humanity (Vaticaanstad/Spanje)
- João Sete Sete (Portugal)
- Khan Kluay (Thailand)
- Kittu (India)
- Kong: Return to the Jungle (VS)
- Krishna (India)
- The Land Before Time XII: The Great Day of the Flyers (VS)
- Leroy & Stitch (VS)
- The Little Bastard and the Old Fart: Death Sucks (Duitsland)
- Live Freaky! Die Freaky! (VS)
- Lotte from Gadgetville (Estland/Letland)
- McDull, the Alumni (Hongkong)
- Mobile Suit Zeta Gundam a new translation: Love is the Pulse of the Stars (Japan)
- Monster House (VS)
- Naruto the Movie 3: The Animal Riot of Crescent Moon Island (Japan)
- One Piece: The Giant Mechanical Soldier of Karakuri Castle (Japan)
- Open Season (VS)
- Origin: Spirits of the Past (Japan)
- Over the Hedge (VS)
- Paprika (Japan)
- Patoruzito: The Great Adventure (Argentinië)
- Piccolo, Saxo and Company (Frankrijk)
- Pokémon Ranger and the Temple of the Sea (Japan)
- PollyWorld (VS)
- Princess (Denemarken/Duitsland)
- Prince Vladimir (Rusland)
- Queer Duck: The Movie (VS)
- Renaissance (Frankrijk)
- Robotech: The Shadow Chronicles (VS)
- Romeo & Juliet: Sealed with a Kiss (VS)
- Rugrats: Tales from the Crib (VS)
- Scooby-Doo! Pirates Ahoy! (VS)
- Shark Bait (VS/Zuid-Korea)
- Strawberry Shortcake: The Sweet Dreams Movie (VS)
- Superman: Brainiac Attacks (VS)
- Tachigui: The Amazing Lives of the Fast Food Grifters (Japan)
- Tales from Earthsea (Japan)
- Teen Titans: Trouble in Tokyo (VS)
- Tekkon Kinkreet (Japan)
- Tom and Jerry: Shiver Me Whiskers (VS)
- Tony Hawk in Boom Boom Sabotage (VS)
- U (Frankrijk)
- The Ugly Duckling and Me (Frankrijk/Duitsland/Ierland/Verenigd Koninkrijk/Denemarken)
- Ultimate Avengers (VS)
- Ultimate Avengers 2 (VS)
- The Warrior (China)
- The Wild (VS/Canada)
- Wood & Stock: Sexo, Orégano e Rock'n'Roll (Brazilië)

### 2007
- 5 Centimeters per Second (Japan)
- Ali Baba and the Forty Thieves: The Lost Scimitar of Arabia (VS)
- Alice in Wonderland: What's the Matter With Hatter? (VS)
- Alien Pile (Rusland)
- Ard Al-Taff (Libanon)
- Aqua Teen Hunger Force Colon Movie Film for Theaters (VS)
- Assepoester: Terug in de Tijd (VS, Cinderella III: A Twist in Time)
- Audition (Zuid-Korea)
- Barbie Fairytopia: Magic of the Rainbow (VS)
- Bee Movie (VS)
- Beowulf (VS)
- Bonesaw
- Brendan and the Secret of Kells (België/Ierland/Frankrijk)
- Care Bears: Oopsy Does It! (VS)
- Cat City 2 (Hongarije)
- Children Who Chase Lost Voices (Japan)
- Cubby the Fox (Zuid-Korea)
- Cykelmyggen og Dansemyggen (Denemarken)
- Delgo (VS)
- Detective Conan: Jolly Roger in the Deep Azure (Japan)
- Doctor Strange (VS)
- Dodo (Duitsland)
- A Dream of a Precious Day (Zuid-Korea)
- Elias and the Royal Yacht (Noorwegen)
- Enchanted (VS)
- Flying Heroes (Spanje)
- Friends Forever (India)
- Frog Paradise (Rusland)
- Futurama: Bender's Big Score (VS)
- Garfield Gets Real (VS)
- Ghatothkach (India)
- Gon (Japan)
- Gnomes! (VS)
- Grandma Yozhka and Others (Rusland)
- Gritos en el pasillo (Spanje)
- Hanuman 2 (India)
- Happily N'Ever After (VS/Duitsland)
- The Haunted World of El Superbeasto (VS)
- Highlander: Vengeance (VS)
- Holy Night (Spanje)
- Ilya Muromets and Nightingale the Robber (Rusland)
- The Invincible Iron Man (VS)
- Is & Chris:The Movie (VS)
- Jungle Book: Rikki-Tikki-Tavi to the Rescue (VS)
- Jungeldyret Hugo - Fræk som altid (Denemarken/Letland/Noorwegen)
- Justice League: The New Frontier (VS)
- Krakatuk (Rusland)
- Les lascars (Frankrijk)
- Lava-Kusa (India)
- The Legend of Secret Pass (VS)
- Little Vuk (Hongarije)
- Lucky Luke: Op naar het westen (Frankrijk, Lucky Luke: Tous à l'Ouest)
- The Magic Cube (Spanje)
- Max & Co (Zwitserland)
- Meet the Robinsons (VS)
- Memory Hotel (Duitsland)
- Minushi (Canada)
- Monica's Gang: An Adventure in Time (Brazilië)
- Naruto: Shippuden the Movie (Japan)
- Nocturna (Spanje/Frankrijk/Verenigd Koninkrijk)
- One Night in One City (Tsjechië)
- One Piece: Episode of Alabasta: The Desert Princess and Pirates (Japan)
- Persepolis (Frankrijk)
- Phreex (VS)
- Plumíferos (Argentinië)
- Pocket Monsters Diamond & Pearl: Dialga VS Palkia (Japan)
- The Prince and the Pauper: Double Trouble (VS)
- Quest for a Heart (Finland/Verenigd Koninkrijk/Duitsland)
- Ratatouille (VS)
- Rebuild of Evangelion (Japan)
- La Reine soleil (België/Frankrijk/Hongarije)
- RH+ (Spanje)
- Robin Hood: Quest for the King (VS)
- Rockfish (VS)
- Sapsan (Rusland)
- Secrets of the Seven Sounds (Canada/Verenigd Koninkrijk)
- Shrek the Third (VS)
- The Simpsons Movie (VS)
- Snow White: The Sequel (België/Frankrijk/Polen/Verenigd Koninkrijk)
- Space Chimps (VS)
- Spatula Madness (VS)
- The Spirit of the Forest (Spanje)
- The Story of a Mother (VS)
- Strawberry Shortcake: Berry Blossom Festival (VS)
- Superman: Doomsday (VS)
- Surf's Up (VS)
- Teen Titans: The Judas Contract (VS)
- The Three Musketeers: Saving The Crown (VS)
- The Three Robbers (Duitsland)
- TMNT (VS)
- The Warrior (China)
- We Are the Strange (VS/Japan/Polen)
- Winx Club - Il Segreto Del Regno Perduto (Italië)
- Yobi, the Five Tailed Fox (Zuid-Korea)
- Zorro: Generation Z (VS)

### 2008
- $9.99 (Israël/Australië)
- The Adventures of Alyonushka and Yeryoma (Rusland)
- Barbie in a Christmas Carol (VS)
- Barbie and the Diamond Castle (VS)
- Barbie Mariposa (VS)
- Batman: Gotham Knight (VS/Japan)
- Bleach: Fade to Black, I Call Your Name (Japan)
- Bolt (VS)
- Bratz: Girlz Really Rock (VS)
- Bratz Kidz Fairy Tales (VS)
- Campeones de la lucha libre (VS)
- Dayo (Filipijnen)
- Dashavatar (India)
- Dead Space: Downfall (VS)
- Delgo (VS)
- Detective Conan: Full Score of Fear (Japan)
- The Disco Worms (Denemarken/Duitsland)
- Dora Saves the Snow Princess (VS)
- Doraemon: Nobita and the Green Giant Legend (Japan)
- Dragon Hunters (Frankrijk)
- Dragonlance: Dragons of Autumn Twilight (VS)
- Edison and Leo (Canada)
- Enemy of the Rising Sun (VS)
- Fedot the Hunter (Rusland)
- Fist of the North Star: The Legend of Kenshiro (Japan)
- The Flight Before Christmas (Finland/Denemarken/Duitsland/Ierland)
- Fly Me to the Moon (België)
- Flying Heroes (Spanje)
- From Inside (VS)
- Futurama: Bender's Game (VS)
- Futurama: The Beast with a Billion Backs (VS)
- Garfield's Fun Fest (Zuid-Korea/VS)
- Genius Party Beyond (Japan)
- Ghatothkach (India)
- Ghost in the Shell 2.0 (Japan)
- Gnomes and Trolls (Zweden)
- Goat Story - The Old Prague Legends (Tsjechië)
- Horton Hears a Who! (VS)
- Ichigo Momomiya's Evolution (VS)
- Idiots and Angels (VS)
- Igor (VS)
- Immigrants (VS/Hongarije)
- Impy's Wonderland (Duitsland)
- John's Arm: Armageddon (VS)
- Journey to Saturn (Denemarken)
- Justice League: The New Frontier (VS)
- Kleiner Dodo (Duitsland)
- Kung Fu Panda (VS)
- Kungfu Master aka Wong Fei Hong vs Kungfu Panda (China)
- Life Is Cool (Zuid-Korea)
- The Little Panda Fighter (Brazilië)
- Little Vuk (Hongarije)
- Madagascar: Escape 2 Africa (VS)
- Mamma Moe en de Kraai (Zweden, Mamma Mu & Kråkan)
- A Matter of Loaf and Death (Verenigd Koninkrijk)
- Mia et le Migou (Frankrijk)
- A Miser Brothers' Christmas (VS)
- Nak (Thailand)
- Naruto Shippūden 2: Bonds (Japan)
- Next Avengers: Heroes of Tomorrow (VS)
- The Nutty Professor (VS/Canada)
- Episode of Chopper: Bloom in the Winter, Miracle Sakura (Japan)
- Open Season 2 (VS)
- The Pirates Who Don't Do Anything: A VeggieTales Movie (VS)
- Pokémon: Giratina and the Sky Warrior (Japan)
- Ponyo (Japan)
- Resident Evil: Degeneration (Japan/VS)
- Rima's Earth (VS)
- Roadside Romeo (India)
- Scooby-Doo and the Goblin King (VS)
- Sita Sings the Blues (VS)
- The Sky Crawlers (Japan)
- Snow Snow for Lucy (VS)
- Space Chimps (Canada)
- Spirit of the Forest (Spanje)
- Star Wars: The Clone Wars (VS)
- Sunshine Barry & The Disco Worms (Denemarken)
- The Tale of Despereaux (Verenigd Koninkrijk/VS)
- Tengen Toppa Gurren Lagann (Japan)
- Tinker Bell (VS)
- The Toe Tactic (VS)
- Tripping the Rift: The Movie (Canada)
- Turok: Son of Stone (VS)
- Unstable Fables: 3 Pigs & a Baby (VS)
- Unstable Fables: Tortoise vs. Hare (VS)
- Unstable Fables: Goldilocks and the 3 Bears (VS)
- Urduja (Filipijnen)
- Vals Im Bashir (Israël/Duitsland/Frankrijk)
- VeggieTales: Lessons from the Sock Drawer (VS)
- VeggieTales: Tomato Sawyer & Huckleberry Larry's Big River Rescue (VS)
- WALL-E (VS)
- Yes! PreCure 5 (Japan)

### 2009
- 9 (VS)
- Arthur and the Revenge of Maltazard (Frankrijk)
- Astro Boy (VS/Hongkong/Japan)
- Bionicle: The Legend Reborn (VS)
- Coraline en de geheime deur (VS, Coraline)
- Cloudy with a Chance of Meatballs (VS)
- Fantastic Mr. Fox (VS)
- McDull Kungfu Ding Ding Dong (Japan/China)
- Monsters vs. Aliens (VS)
- Planet 51 (Spanje)
- De prinses en de kikker (VS, The Princess and the Frog)
- Summer Wars (Japan)
- Suske en Wiske en de Texas Rakkers (Nederland/België)
- Up (VS)
- WinneToons - Die Legende vom Schatz im Silbersee (Duitsland/België/Filipijnen)

## 2010–2019

### 2010
- Alpha and Omega (VS)
- Arrietty the Borrower (Japan)
- Batman: Under the Red Hood (VS)
- Despicable Me (VS)
- How to Train Your Dragon (VS)
- L'Illusionniste (Frankrijk/Verenigd Koninkrijk)
- Justice League: Crisis on Two Earths (VS)
- Legend of the Guardians: The Owls of Ga'Hoole (VS/Australië)
- Mary and Max (Australië)
- Megamind (VS)
- Rapunzel (VS)
- Sammy's Adventures: The Secret Passage (België)
- Shrek Forever After (VS)
- Sintel (Nederland, korte film)
- Toy Story 3 (VS)
- Une vie de chat (Frankrijk/Nederland/Zwitserland/België)

### 2011
- The Adventures of Tintin: The Secret of the Unicorn (VS)
- Arthur Christmas (Verenigd Koninkrijk/VS)
- Batman: Year One (VS)
- Cars 2 (VS)
- Crulic: The Path to Beyond (Roemenië/Polen)
- From Up on Poppy Hill (Japan)
- Gnomeo & Juliet (VS)
- Happy Feet Two (VS)
- Ivan tsarevisch and the Grey Wolf (Rusland)
- Kung Fu Panda 2 (VS)
- Legends of Valhalla: Thor (IJsland/Duitsland/Verenigd Koninkrijk)
- Rio (VS)
- Rango (VS)
- De Smurfen (VS)
- Winnie de Poeh (VS)

### 2012
- Batman: The Dark Knight Returns, Part 1 (VS)
- Belle en het Beest 3D (VS)
- Brave (VS)
- Dr. Seuss' The Lorax (VS)
- Finding Nemo 3D (VS)
- Frankenweenie (VS)
- Hotel Transylvania (VS)
- Ice Age: Continental Drift (VS)
- Madagascar 3 (VS)
- Le Magasin des suicides (Frankrijk)
- Un monstre à Paris (Frankrijk)
- The Pirates! Band of Misfits (Verenigd Koninkrijk/VS)
- Rise of the Guardians (VS)
- Sammy's Adventures: A Turtle's Tale (België)
- The Snow Queen (Rusland)
- Ted en de schat van de mummie (Spanje)
- Wolf Children (Japan)
- Wreck-It Ralph (VS)
- Zambezia (Zuid-Afrika)

### 2013
- Batman: The Dark Knight Returns, Part 2 (VS)
- Cloudy with a Chance of Meatballs 2 (VS)
- The Croods (VS)
- Despicable Me 2 (VS)
- Epic (VS)
- Flits & het magische huis (België)
- Frozen (VS)
- The Garden of Words (Japan)
- Justin and the Knights of Valour (Spanje)
- Loulou, l'incroyable secret (België, Frankrijk)
- Monsters University (VS)
- Planes (VS)
- Saving Santa (Verenigd Koninkrijk)
- De Smurfen 2 (VS)
- The Tale of the Princess Kaguya (Japan)
- Turbo (VS)
- The Wind Rises (Japan)
- Underdogs (Spanje/Argentinië, Metegol)

### 2014
- Asterix en de Romeinse Lusthof (Frankrijk/België, Astérix: Le domaine des Dieux)
- Batman: Assault on Arkham (VS)
- Big Hero 6 (VS)
- The Boxtrolls (VS)
- The Book of Life (VS)
- How to Train Your Dragon 2 (VS)
- Koemba (Zuid-Afrika)
- Legends of Oz: Dorothy's Return (VS/India)
- The Lego Movie (Australië/VS)
- Monster High: Frights, Camera, Action! (VS)
- Mr. Peabody & Sherman (VS)
- Pim & Pom: Het Grote Avontuur (Nederland)
- Penguins of Madagascar (VS)
- Postman Pat: The Movie (Verenigd Koninkrijk)
- Planes: Fire & Rescue (VS)
- Rio 2 (VS)
- Scooby-Doo! Wrestlemania Mystery (VS)
- Song of the Sea (Ierland/België/Denemarken/Frankrijk/Luxemburg)
- The Swan Princess: A Royal Family Tale (VS/India/Zuid-Korea)
- Trippel Trappel dierensinterklaas (Nederland)
- When Marnie Was There (Japan)

### 2015
- Anomalisa (VS)
- The Boy and the Beast (Japan)
- The Good Dinosaur (VS)
- Home (VS)
- Hotel Transylvania 2 (VS)
- Inside Out (VS)
- The Magic Mountain (Roemenië/Frankrijk/Polen)
- Minions (VS)
- Phantom Boy (België/Frankrijk)
- The Nut Job (Zuid-Korea/Canada/VS)
- The Peanuts Movie (VS)
- Shaun the Sheep Movie (Verenigd Koninkrijk)
- The SpongeBob Movie: Sponge Out of Water (VS)
- Strange Magic (VS)

### 2016
- The Angry Birds Movie (VS/Finland)
- Batman: The Killing Joke (VS)
- Capture the Flag (Spanje)
- Doukyusei (Japan, Classmates)
- Finding Dory (VS)
- Ice Age: Collision Course (VS)
- In This Corner of the World (Japan)
- Kubo and the Two Strings (VS)
- Kung Fu Panda 3 (China/VS)
- The Red Turtle (Frankrijk/Japan)
- Robinson Crusoe (België)
- Sausage Party (VS)
- The Secret Life of Pets (VS)
- A Silent Voice (Japan, A Silent Voice: The Movie)
- Sing (VS)
- Le Sommet des dieux (Frankrijk/België/Luxemburg)
- Storks (VS)
- Trolls (VS)
- Vaiana (VS, Moana)
- Your Name. (Japan)
- Woezel en Pip: Op zoek naar de Sloddervos! (Nederland)
- Zootropolis (VS)

### 2017
- Animal Crackers (VS/Spanje)
- Batman and Harley Quinn (VS)
- Bigfoot Junior (België/Frankrijk)
- The Boss Baby (VS)
- The Breadwinner (Canada/Ierland/Luxemburg)
- Bunyan and Babe (VS)
- Captain Underpants: The First Epic Movie (VS)
- Cars 3 (VS)
- Coco (VS)
- Deep (VS, Diep in de zee)
- Despicable Me 3 (VS)
- De dieren uit het Hakkebakkebos (Noorwegen)
- Elias: Alle ankers vooruit! (Noorwegen, Elias og Storegaps Hemmelighet)
- The Emoji Movie (VS)
- Ferdinand (VS)
- Fireman Sam: Alien Alert! The Movie (Verenigd Koninkrijk)
- Fireworks (Japan)
- Gordon & Paddy en de zaak van de gestolen nootjes (Zweden)
- Have a Nice Day (China)
- The Lego Batman Movie (VS/Denemarken)
- The Lego Ninjago Movie (VS/Denemarken)
- The Little Vampire (Duitsland/Verenigd Koninkrijk/Nederland/Denemarken)
- Loving Vincent (Verenigd Koninkrijk/Polen)
- Mary and the Witch's Flower (Japan)
- My Little Pony: The Movie (Canada/VS)
- The Nut Job 2: Nutty By Nature (VS/Canada/Zuid-Korea)
- Pokémon de film: Ik kies jou! (Japan)
- Richard the Stork (Duitsland/Luxemburg/Noorwegen/België)
- Sahara (Frankrijk/Canada)
- Smurfs: The Lost Village (VS)
- Surf's Up 2: WaveMania (VS)
- Ted en Het Geheim van Koning Midas (Spanje)

### 2018
- Another Day of Life (Polen/Spanje)
- Asterix: Het geheim van de toverdrank (Frankrijk)
- Batman: Gotham by Gaslight (VS)
- Buñuel en el laberinto de las tortugas (Spanje)
- Cats: Op zoek naar Kattopia (China)
- Duck Duck (China/VS/Verenigd Koninkrijk)
- Early Man (Verenigd Koninkrijk)
- Funan (Frankrijk/België/Luxemburg/Kameroen)
- The Grinch (VS/China)
- Het Ongelooflijke Verhaal van de Mega Grote Peer (Denemarken, Den utrolige historie om den kæmpestore pære)
- Hotel Transylvania 3 (VS)
- Incredibles 2 (VS)
- Isle of Dogs (VS)
- Luis and His Friends from Outer Space (Duitsland/Denemarken/Luxemburg)
- This Magnificent Cake! (België, Ce magnifique gâteau!)
- Masha en de Beer 2 (Turkije)
- Minuscule 2, het tropisch avontuur (Frankrijk)
- Mirai (Japan)
- Next Gen (Canada/China)
- Peter Rabbit (Verenigd Koninkrijk/Australië/VS)
- Ralph Breaks the Internet (VS)
- Ruben Brandt, Collector (Hongarije)
- Sherlock Gnomes (VS/Verenigd Koninkrijk)
- Smallfoot (VS)
- Spider-Man: Into the Spider-Verse (VS)
- Teen Titans Go! To the Movies (VS)
- Un homme est mort (Frankrijk)
- White Fang (Frankrijk/Luxemburg/VS)

### 2019
- Abominable (VS/China)
- The Addams Family (VS)
- The Angry Birds Movie 2 (Finland/VS)
- The Bears' Famous Invasion of Sicily (Italië, La famosa invasione degli orsi in Sicilia/Frankrijk, La Fameuse Invasion des ours en Sicile)
- The Big Trip (Rusland)
- De Fabeltjeskrant: De Grote Dierenbos-spelen (Nederland/België)
- Frozen II (VS)[1]
- Heinz (Nederland)
- How to Train Your Dragon: The Hidden World (VS)
- J'ai perdu mon corps (Frankrijk)
- Jacob, Mimmi en de pratende honden (Letland, Jekabs, Mimmi un runajosie suni)
- Klaus (Spanje)
- The Lego Movie 2: The Second Part (VS/Denemarken/Australië)
- Manou op de Meeuwenschool (Duitsland)
- Marnie's World (Duitsland/België)[2]
- Mind My Mind (Nederland)
- Missing Link (VS)
- Playmobil: The Movie (Frankrijk/Duitsland)
- Robocar Poli (Zuid-Korea)
- The Queen's Corgi (België)
- The Secret Life of Pets 2 (VS)[3]
- Spies in Disguise (VS)
- Spike en de Magische Steen (Duitsland)
- The Swallows of Kabul (Frankrijk/Luxemburg/Zwitserland, Les hirondelles de Kaboul)
- Toy Story 4 (VS, 2019)[4]
- Trouble (VS/Canada)
- Ugly Dolls (VS)
- Urbanus: De vuilnisheld (België)
- Weathering with You (Japan)
- Wicky en het Magische Zwaard (België)
- Willy en de onbekende planeet (Frankrijk, Terra Willy, planète inconnue)
- Wonder Park (VS/Spanje)

## 2020–heden

### 2020
- 100% Wolf (Australië/België/Nederland/Frankrijk/Duitsland)
- Bigfoot Family (België/Frankrijk)
- Bings Kerstfeest (Verenigd Koninkrijk)
- Calamity (Frankrijk/Denemarken)
- Connected (VS)[5]
- The Croods: A New Age (VS)
- Ella Bella Bingo (Noorwegen)
- The Elfkins: Baking a Difference (Duitsland)
- Josep (Zweden)
- De Magische Poort (Rusland/Hongarije)
- Onward (VS)[6]
- Over the Moon (China/VS)
- Phineas and Ferb the Movie: Candace Against the Universe (VS)
- Scoob! (VS)
- Soul (VS)[7]
- The SpongeBob Movie: Sponge on the Run (VS)
- Trolls World Tour (VS)
- A Whisker Away (Japan)
- The Willoughbys (VS/Canada)
- Wolfwalkers (Verenigd Koninkrijk/Ierland/Luxemburg/VS/Japan/Frankrijk/China)
- Yakari - Het Grote Avontuur (Frankrijk)

### 2021
- The Addams Family 2 (VS)
- Ainbo: Spirit of the Amazon (Peru/Nederland)
- Back to the Outback (Australië/VS)
- Belle (Japan)[8]
- Bob Spit: We Do Not Like People (Brazilië)[9]
- The Boss Baby: Family Business (VS)[10]
- Encanto (VS)[11]
- Even Mice Belong in Heaven (Tsjechië/Frankrijk/Polen/Slowakije)[12]
- Extinct (VS/China)
- Flugt (Denemarken)
- Luca (VS)[13]
- Mad God (VS)[14]
- Marcel the Shell with Shoes On (VS)
- The Mitchells vs. the Machines (VS)
- Tom & Jerry (VS)[15]
- Raya and the Last Dragon (VS)[16]
- Ron's Gone Wrong (Verenigd Koninkrijk/VS)
- Rumble (VS)[17]
- PAW Patrol: The Movie (VS/Canada)
- Peter Rabbit 2: The Runaway (VS/Australië)
- Sing 2 (VS)[18]
- Space Jam: A New Legacy (VS)[19]
- Spirit Untamed (VS)
- Vivo (VS)
- Where Is Anne Frank (Frankrijk/België/Luxemburg/Nederland/Israël)
- Wish Dragon (VS/China)

### 2022
- Apollo 10½ (VS)
- The Bad Guys (VS)
- Chip 'n Dale: Rescue Rangers (VS)
- Chickenhare and the Hamster of Darkness (België\Frankrijk)
- DC League of Super-Pets (VS)
- Drifting Home (Japan)
- Fireheart (Frankrijk/Canada)
- The House (Verenigd Koninkrijk)
- Hotel Transylvania: Transformania (VS)
- Knor (Nederland)
- Lightyear (VS)
- Minions: The Rise of Gru (VS)
- My Father's Dragon (Ierland/Verenigde Staten)
- No Dogs or Italians Allowed (Frankrijk/Italië/België/Portugal/Zwitserland)
- Pinocchio (VS/Mexico/Frankrijk)
- Puss in Boots: The Last Wish (VS)
- Paws of Fury: The Legend of Hank (VS/Verenigd Koninkrijk/China)
- The Sea Beast (VS)
- Sonic the Hedgehog 2 (VS)
- Strange World (VS)
- The Ice Age Adventures of Buck Wild (VS)
- Titina (Noorwegen)
- Turning Red (VS)
- Wendell & Wild (VS)

### 2023
- The Amazing Maurice (Verenigd koninkrijk/VS/Duitsland)
- Argonuts (Frankrijk)
- Art College 1994 (China)
- Batman: The Doom That Came to Gotham (VS)
- Blue Giant (Japan)
- The Boy and the Heron (Japan)
- Chef Jack: De avontuurlijke kok (Brazilië)
- Chicken Run: Dawn of the Nugget (Verenigd Koninkrijk)
- Deep Sea (China)
- Elemental (VS)
- The Inventor (VS, Frankrijk, Ierland)
- Ladybug & Cat Noir: The Movie (Frankrijk)
- Leo (VS)
- The Magician's Elephant (VS/Australië)
- Mavka. The Forest Song (Oekraïne)
- Migration (VS)
- The Monkey King (VS/China)
- Mummies (Spanje)
- Nimona (VS)
- PAW Patrol: The Mighty Movie (Canada/VS)
- The Peasants (Servië, Letland, Polen)
- Rally Road Racers (Verenigde Arabische Emiraten/Verenigd Koninkrijk/VS)
- Robot Dreams (Frankrijk/Spanje)
- Ruby Gillman, Teenage Kraken (VS)
- Spider-Man: Across the Spider-Verse (VS)
- Spy × Family Code: White (Japan)
- The Super Mario Bros. Movie (VS/Japan)
- Teenage Mutant Ninja Turtles: Mutant Mayhem (VS)
- They Shot the Piano Player (Spanje, Frankrijk, Nederland, Portugal, Peru)
- Trolls Band Together (VS)
- Under the Boardwalk (VS)
- Wish (VS)

### 2024
- 10 Lives (Verenigd Koninkrijk/Canada)
- The Casagrandes Movie (VS)
- The Day the Earth Blew Up: A Looney Tunes Movie (VS)
- Despicable Me 4 (VS)
- Dikkie Dik en de verdwenen knuffel (Nederland)
- Dikkie Dik 2: Een nieuwe vriend voor Dikkie Dik (Nederland)
- Flow (Letland/Frankrijk/België)
- The Garfield Movie (VS)
- The Glassworker (Pakistan)
- Inside Out 2 (VS)
- Justice League: Crisis on Infinite Earths (VS)
- Kung Fu Panda 4 (VS/Chna)
- The Lord of the Rings: The War of the Rohirrim (Japan/VS)
- Megamind vs. the Doom Syndicate (VS)
- Memoir of a Snail (Australië)
- Mufasa: The Lion King (VS)
- No Time to Spy: A Loud House Movie (VS)
- Noah's Ark (Brazilië/India)
- Orion and the Dark (VS)
- La Plus Précieuse des marchandises (Frankrijk/België)
- Rebellious (Verenigd Koninkrijk/Cyprus)
- The Sloth Lane (Australië)
- Sonic the Hedgehog 3 (VS/Japan)
- De Super Elfkins (Duitsland)
- That Christmas (Verenigd Koninkrijk/VS)
- Thelma de eenhoorn (VS)
- The Tiger's Apprentice (VS)
- Transformers One (VS)
- Ultraman: Rising (Japan/VS)
- Vaiana 2 (VS)
- Victor Vleermuis (Nederland)
- Vos en Haas redden het bos (Nederland/België/Luxemburg)
- Wallace & Gromit: Vengeance Most Fowl (Verenigd Koninkrijk)
- Watchmen Chapter I (VS)
- Watchmen Chapter II (VS)
- The Wild Robot (VS)

### 2025
- Animal Farm (Verenigd Koninkrijk)
- The Bad Guys 2 (VS)
- Chickenhare and the Secret of the Groundhog (Frankrijk/België)
- Dog Man (VS)
- Elio (VS)
- Kayara (Peru, Spanje)
- The King of Kings (VS)
- Ne Zha 2 (China)
- Smurfs (VS/België)